# Ecozona neotropicale

L'ecozona neotropicale (in violetto)

L'ecozona neotropicale o regione neotropicale o Neotropico è una delle sette ecozone in cui è suddivisa la superficie terrestre. Comprende l'intero Sudamerica, le isole dei Caraibi, l'America centrale, il Messico meridionale e buona parte delle regioni costiere del Messico, la Florida meridionale. Le relazioni con le altre ecozone si limitano al Neartico, all'Antartide e all'Australasia.

## Caratteristiche
Per l'estensione del continente americano, questa ecozona abbraccia tutte le latitudini, estendendosi dal Tropico del Cancro al Circolo Polare Antartico. Vi sono perciò ampiamente rappresentati tutti i biomi terrestri, ad eccezione della tundra e della taiga, la cui presenza si limita alle elevate altitudini. Il bioma più rappresentativo, per estensione e importanza, è la foresta pluviale tropicale, impropriamente chiamata anche "foresta amazzonica", che si estende dallo Yucatán al Brasile. Questo bioma è seriamente minacciato dall'espansione antropica e dalla deforestazione e la sua progressiva riduzione rappresenta uno dei più importanti temi dell'ecologia, in quanto ad essa sono associati i cambiamenti climatici.
Altri biomi tropicali di particolare interesse sono la mangrovia, che si estende per buona parte delle regioni costiere tropicali, la prateria tropicale, la boscaglia tropicale e la foresta a parco tropicale che si identificano con la savana del continente americano. Meno configurata rispetto alla più nota savana africana, quella americana ha un'estensione convenzionalmente più frammentata e assume denominazioni differenti secondo la regione; le formazioni più rappresentative sono i llano del bacino dell'Orinoco (Colombia e Venezuela) che hanno una naturale continuità con la savana della Guiana, il sertão, che si estende nel nordest del Brasile, il cerrado, che comprende gran parte del territorio del Brasile ad est dell'Amazzonia e del Mato Grosso, il Gran Chaco, che si estende nella Bolivia orientale in parte del Mato Grosso, nel Paraguay occidentale e nell'Argentina settentrionale. Questi biomi sono quelli maggiormente interessati dall'espansione antropica, dall'agricoltura e dalla desertificazione. L'unico deserto primario rappresentato nel Neotropico è ubicato nel Cile settentrionale e costituisce l'area con la più bassa piovosità annua del pianeta. Altre regioni sono tuttavia interessate dalla desertificazione a causa della degradazione della savana e interessano in particolare le aree del nordest del Brasile.
Nel sud del continente sudamericano, il bioma temperato più rappresentativo è la prateria, comunemente nota come pampa, che si estende per gran parte delle regioni pianeggianti dell'Uruguay e dell'Argentina, fino alla Patagonia. I biomi forestali sono invece rappresentati da aree di limitata estensione lungo la Cordigliera delle Ande. Di particolare interesse, anche se di limitata estensione a causa della morfologia della regione, sono anche il bioma mediterraneo e la foresta pluviale temperata, entrambi localizzati nel Cile.
L'elemento fondamentale dal punto di vista naturalistico è la biodiversità della regione neotropicale, associata alla particolare estensione dei biomi tropicali, in particolare quelli forestali. Le regioni tropicali del Neotropico, dal punto di vista naturalistico, sono infatti tra le meno conosciute del pianeta. Non meno importante è tuttavia la biodiversità delle regioni temperate, in quanto annovera un elevato numero di endemismi associati alla storia geologica della Patagonia. Questa regione, derivata dalla frammentazione del Gondwana, ha mantenuto connessioni con i subcontinenti dell'Oceania, nel corso delle glaciazioni, perciò è particolarmente interessata dalle relazioni filogenetiche con la flora e la fauna della Nuova Zelanda e del sudest dell'Australia. Alcuni paleoendemismi circumantartici, a livello di genere o di famiglia, di chiara origine gondwanica, coinvolgono anche le regioni meridionali dell'Africa.